# Bocula formosibia
Bocula formosibia là một loài bướm đêm trong họ Noctuidae.